# Ramfjord
 Fjorden Ramfjorden.
Ramfjord er  en bygd i Tromsø kommune i Troms fylke i Norge. Den ligger ved Ramfjorden ca. 20 kilometer syd for Tromsø centrum. Bygden havde 1.082 indbyggere i 2015, fordelt på grundkredsene Lauksletta (165), Fagernes/Ramfjordmoen (529), Sørbotn (295) og Hanslarsanes (93).
Centrum i bygden ligger på Fagernes. Her ligger børne- og ungdomsskole, børnehave og kiosk. På Ramfjordmoen, lige øst for Fagernes, ligger Tromsø travbane, Universitetet i Tromsøs forskningsstation (inklusiv EISCAT-radarene) og en rallycrossbane. I Sørbotn ligger Ramfjord Camping.
Europavej E8, indfartsvejen til Tromsø, går gennem det meste af bygden. Fra Fagernes går fylkesvej 91 mod Breivikeidet og Nord-Troms.